# Stockholmsderby

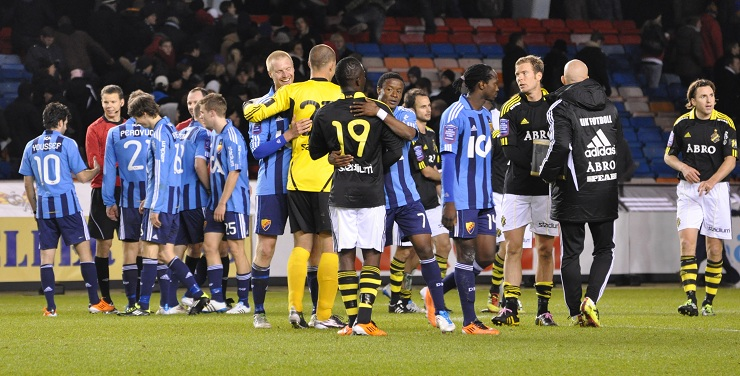
Fotbollsspelare i Djurgårdens IF och AIK.

Ett Stockholmsderby är en derbymatch mellan två Stockholmslag (tätorten, regionen eller länet Stockholm; den smalare definitionen ”stockholmslag” - föreningar hemmahörande i samma stad/kommun - exkluderar lag hemmahörande i kranskommuner).
Till Stockholmslagen räknas framför allt AIK, Djurgårdens IF, Hammarby IF och ibland även IF Brommapojkarna, då dessa ofta har spelat i högsta serien. I lägre divisioner saknar begreppet relevans, eftersom de lägre divisionerna är geografiskt mindre och lag från Storstockholm därmed bara möter andra lag från samma område.
Det hetaste derbyt, sett till publiksiffror, har under de senaste åren varit det mellan AIK och Hammarby IF. Matcherna har vid tre tillfällen sedan 2015 dragit över 40 000 åskådare. Mötet mellan klubbarna den 23 september 2018 lockade hela 49 034 åskådare, vilket är den näst högsta publiksiffran i allsvenskans historia.
Ur ett historiskt perspektiv får ändå Tvillingderbyt, som spelas mellan AIK och Djurgårdens IF, räknas som det mest klassiska Stockholmsderbyt. Dessa matcher lockar numera i snitt mellan 25 000 och 30 000 åskådare, men har vid två tillfällen lockat strax över 40 000 åskådare, 1954 och 1975. . AIK och Djurgården har varit och är de mest framgångsrika stockholmsklubbarna. AIK har 12 SM-titlar samt blivit Svenska cupmästare 8 gånger. Djurgården har 12 SM-titlar, och 5 Svenska cupen-vinster.

## Exempel på Stockholmsderbyn

### AIK – DIF
Tvillingderbyt kallas derbyt mellan AIK och Djurgården, eftersom dessa två klubbar grundades samma år. Under många år spelades det alltid på AIK:s hemmaplan Råsunda (35 000 platser), eftersom Djurgårdens dåvarande hemmaplan Stockholms Stadion (14 000 platser) inte uppfyller säkerhetskraven och att derbyn ofta lockar upp mot 30 000 åskådare. Numera har båda lagen flyttat till Strawberry Arena (AIK) respektive Tele2 Arena (Djurgården), vilken de delar med Hammarby.

### AIK – HIF
Ett annat populärt Stockholmsderby är det mellan AIK och Hammarby, som ofta drar väldigt mycket publik. Liksom tvillingderbyt spelades dessa matcher tidigare på Råsunda, men spelas nu på Strawberry Arena respektive Tele2 Arena.

### HIF – DIF
Derbyt mellan Hammarby och Djurgården är även det ett klassiskt derby. Derbyt har dock på senare år blivit hetare då de båda lagen sedan 2013 delar hemmaarena Tele2 Arena.

### Brommapojkarna
Matcherna när Brommapojkarna möter AIK, Djurgården eller Hammarby, är inte av samma derbykaraktär som de andra tre Stockholmsderbyna. Detta för att Brommapojkarna inte har någon historisk rivalitet med de andra klubbarna och att de har lägre publiksiffror. Brommapojkarna har gjort färre säsonger i Allsvenskan, och publikrekordet 15 092 kommer från premiärmatchen mot Djurgården (1-0) 2007.